# Marie Woodvillová
Marie Woodvillová, hraběnka z Pembroke (1456–1481) byla sestrou Alžběty Woodvillové, manželky anglického krále Eduarda IV. Později se provdala za Viléma Herberta, 2. hraběte z Pembroke, se kterým měla jednu dceru.

## Život
Narodila se okolo roku 1456 jako dcera Richarda Woodvilla, 1. hraběte z Rivers a jeho manželky Jacquetty Lucemburské. Potom, co král Eduard IV. veřejně uznal Alžbětu Woodvillovou za svou manželku, se nová královna snažila zvýšit postavení své rodiny tím, že sjednala výhodné sňatky svým pěti bratrům a sedmi sestrám. V září 1466, byla Marie zasnoubena s Vilémem Herbertem, nejstarším synem a dědicem prvního hraběte z Pembroke. Lord Herbert byl poručníkem Jindřicha VII. Mladý Vilém byl s ohledem na blížící se manželství jmenován pánem Dunsteru.
V lednu 1467 se v kapli Svatého Jiří ve Windsoru konala velkolepá svatba. Nevěstě bylo asi deset let, ženichovi patnáct.
O dva roky později, byl Vilémův otec, hrabě z Pembroke, popraven Richardem Nevillem, hrabětem z Warwicku. Nic nerozčílilo Warwicka více, než manželství Lady Marie, královniny sestry, s Pembrokovým nejstarším synem. Vilém z Dunsteru se stal po smrti svého otce v roce 1469 druhým hrabětem z Pembroke a Marie se tak stala hraběnkou z Pembroke.
Pembroke se ukázal spíše neúspěšným v ovládání Jižního Walesu. Mariina smrt v roce 1481 výrazně oslabila vazby jejího manžela se společníky prince z Walesu, a byl nucen vzdát se Pembroke, za to získal Huntingdon, a méně cenný Somerset a Dorset. V roce 1484, se Vilém oženil podruhé, s Kateřinou Plantagenetovou, nemanželskou dcerou Richarda III., nicméně, toto manželství bylo bezdětné.
Nakonec, Vilém měl jedno dítě, dceru z prvního manželství, Alžbětu, která se později vdala za Karla ze Somersetu.